# ريتشارد كوندون
ريتشارد كوندون (بالإنجليزية: Richard Condon)‏ (18 مارس 1915، نيويورك في الولايات المتحدة - 9 أبريل 1996، دالاس في الولايات المتحدة)؛ كاتب سيناريو، كاتب وروائي أمريكي.

## روابط خارجية
- ريتشارد كوندون على موقع IMDb (الإنجليزية)
- ريتشارد كوندون على موقع أول موفي (الإنجليزية)
- ريتشارد كوندون على موقع قاعدة بيانات الفيلم (الإنجليزية)